# 尼多斯之狮
尼多斯之狮是一尊著名的古希腊雕像，该雕像曾竖立在小亚细亚西南部的尼多斯附近（今土耳其达特恰）。尽管关于该雕像的年代仍有争议，但总的来说，学术观点认为它的完成时间可以追溯到公元前2世纪。1858年，英国考古学家在尼多斯古城遗址附近发现它之后，它便被带到伦敦，并成为了大英博物馆藏品的一部分。2000年以后，这只宏伟的石狮便被放置在大英博物馆大中庭中的显眼位置，供世界各地的游客参观。

## 描述

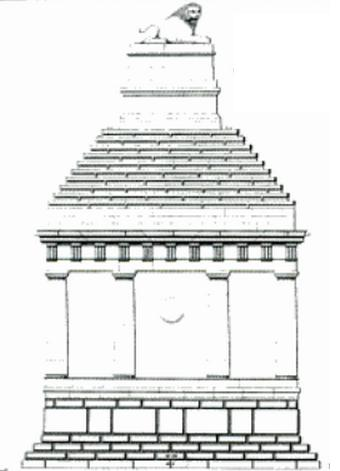
普兰绘制的陵墓最初样式的推测草图。这座陵墓估计高1达8米，表面铺有大理石。顶部的狮子重达6吨。

这尊雕像所用的石材是从雅典附近的彭代利山开采的，这些石材与建造帕台农神庙所用的大理石相同。石狮的保存状况较好，仅缺少下颌和前腿的一部分，它的眼睛处可能曾经镶嵌着玻璃，但如今已遗失。这座雕像比实际的狮子尺寸还要大，它长2.89米，高1.82米，重达6吨。当时的古希腊雕塑家将狮子的身体下部设计成镂空的，从而减轻了雕像的整体重量。

关于这只石狮的完成时间，学界有几种不同的看法。第一种观点认为，这座雕像曾经矗立在一座陵墓的顶部，这座陵墓的样式属于公元前350年风靡一时的哈利卡纳苏斯风格（著名的摩索拉斯陵墓便是这样的风格），而陵墓的发现地距离哈利卡纳苏斯也只有一天的船程。这座陵墓整体呈方形，顶部呈阶梯状的金字塔形。它在圆形平面上是空心的。 基于这种相似性，一些专家认为该雕像的年代为公元前350年。第二种观点则认为该雕像位于一块纪念碑之上，而这块纪念碑是为了纪念公元前394年发生的尼多斯海战而建造的。在这场战役中，指挥雅典和波斯联合舰队的雅典将军柯农战胜了佩桑德领导的斯巴达舰队。
第三种观点认为，这座陵墓的建筑风格并非典型的公元前250年的风格，而是可以追溯到公元前175年的多立克式风格。基于以上三种说法，大英博物馆将雕像的年代定为了公元前250年至公元前200年。大英博物馆帮忙发掘了这座陵墓的其余部分，它们仍在土耳其的原址 。经过清理后可以确定陵墓原来的面积是12平米见方。然而这些发掘工作并未在陵墓附近发现能够进一步确定雕像年份的文物或铭文。

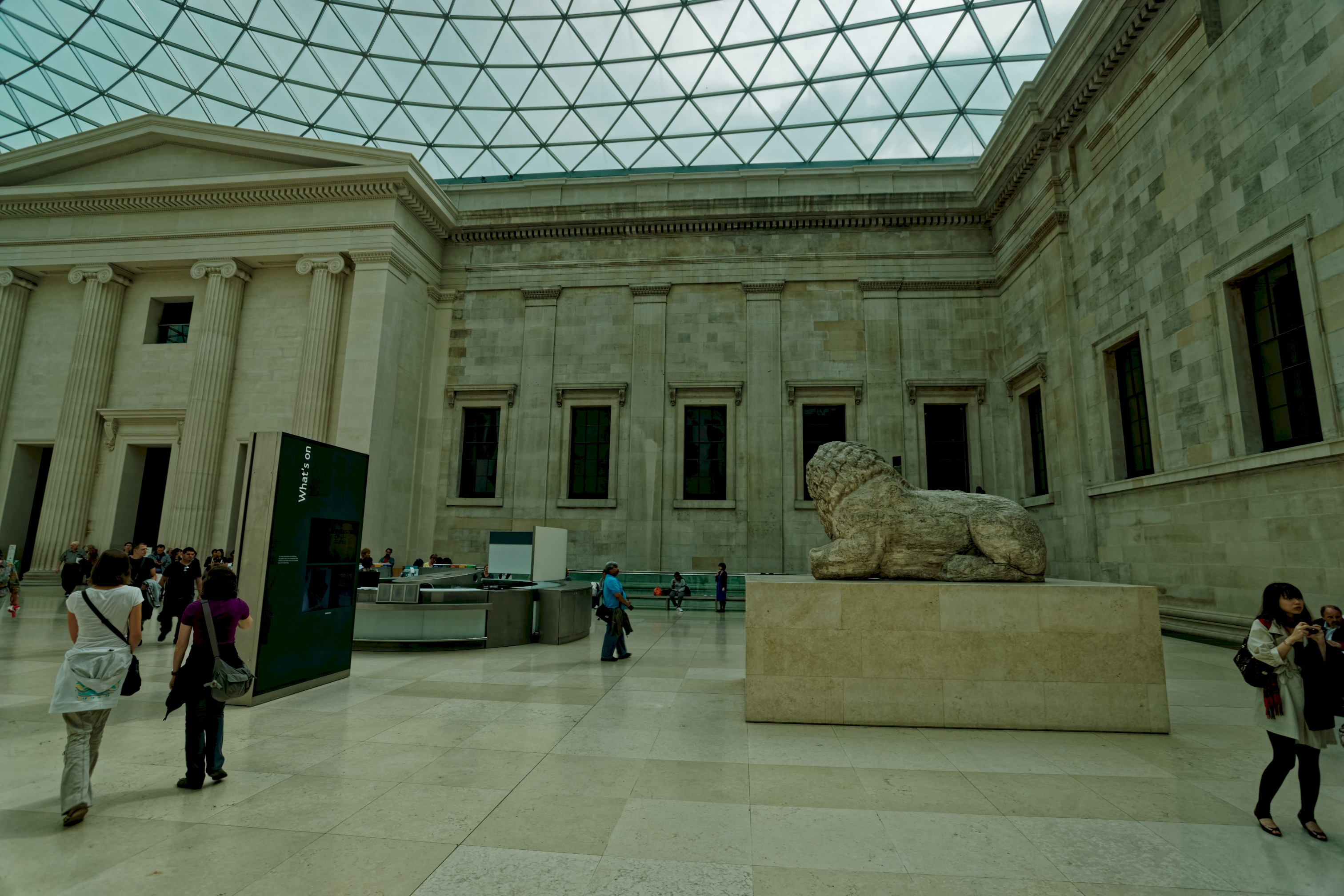
尼多斯之狮在大英博物馆大中庭中的位置

## 发掘和拆除
1858年，英国人考古学家理查德·波普尔韦尔·普兰在土耳其小镇达特恰附近的悬崖上行走时，发现了尼多斯之狮。当时，普兰正在帮助查尔斯·托马斯·牛顿挖掘三英里外的古希腊古城尼多斯。这座雕像位于一座18米高的陵墓之上，从这里可以俯瞰到大海。据此推断，这个陵墓可能被曾经路过的水手的当作导航用的地标。发现雕像时，该雕像距离陵墓的废墟还有一些距离，这说明该陵墓可能在某次地震中被毁。罗伯特·默多克·史密斯将尼多斯之狮装载到海军舰艇HMS补给船上并运往伦敦，但这在当时遇到了很多困难。

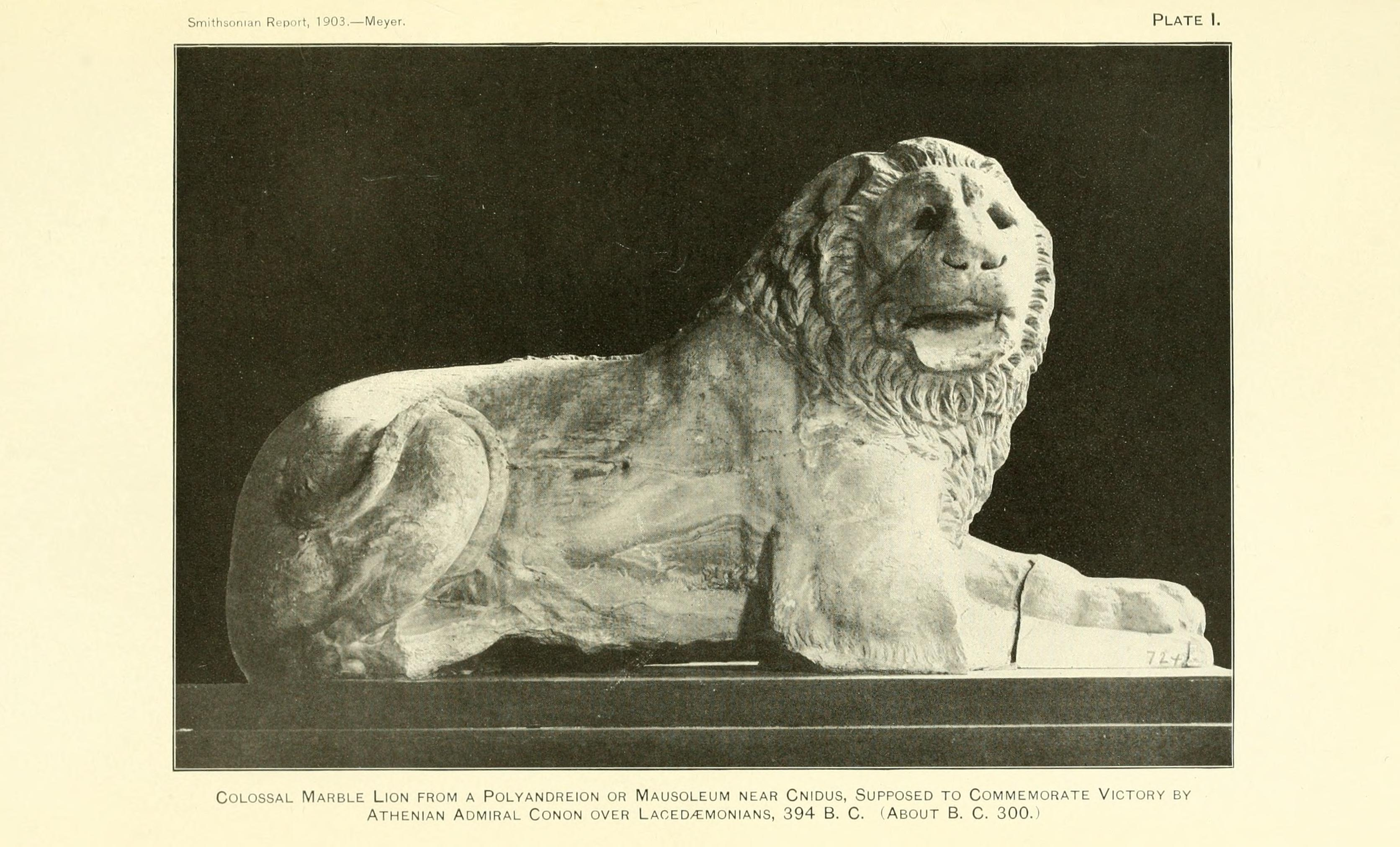
1903年史密森尼学会的年度报告中出现了尼多斯之狮

史密斯的工作至关重要，这座陵墓的遗址位置刚刚好，使得他能够更换并运走剩余的每一块石头，这帮助普兰绘制出了这座陵墓的准确的草图。

## 相关阅读
- Ian Jenkins, The Lion of Knidos, British Museum, 2008
- C. Bruns-Ozgan, Knidos: A Guide to the Ancient Site, Konya 2004
- G.Bean, Cnidus, Turkey beyond the Maeander, London 1980, chapter 12, pp 111–127